# Lucius Julius Vestinus
Lucius Julius Vestinus est un membre de l'ordre équestre qui est préfet d'Égypte de 60 à 62 apr. J.-C.. C'est un ami proche de l'empereur Claude.

## Biographie
Vestinus est originaire de Vienne (Vienne en Isère) en Gaule lyonnaise, et sous le règne de Claude est admis dans l'ordre équestre. Claude mentionne nommément Vestinus dans un discours qu'il prononce au Sénat en l'an 48 (en partie consigné dans la Table Claudienne ) concernant l'adlection de provinciaux au sénat romain : 

« N’est-ce pas de cette colonie qu’est venu, parmi plusieurs, Lucius Vestinus, rare ornement de l’ordre équestre, pour qui j’ai une affection toute particulière et qu’en ce moment je retiens près de moi pour mes propres affaires ? Je vous en prie, honorez ses fils des premières fonctions du sacerdoce, pour qu’ils puissent, avec les années, avancer dans les dignités. »

Bien que dans son résumé du discours de Claude, Tacite omette cette mention de Vestinus, il mentionne explicitement Vestinus dans ses Histoires : lorsque Vespasien fait reconstruire le temple de Jupiter capitolin sur la colline du Capitole après sa destruction lors de l'année des quatre empereurs, il confie la responsabilité du projet à Vestinus, dont "le haut caractère et la réputation le classent parmi les nobles".
On pense qu'il est le père du sénateur Marcus Julius Vestinus Atticus.